# 纳茨维莱尔
纳茨维莱尔（法語：Natzwiller，法語發音：[natsvilɛʁ]）是法国下莱茵省的一个市镇，属于莫尔塞姆区。

## 地理
纳茨维莱尔（48°26'16"N, 7°15'12"E）面积7.29 平方千米，位于法国大東部大區下莱茵省，该省份为法国大陆部分最东部的省份，是阿尔萨斯的一部分，今与上莱茵省组成了阿尔萨斯欧洲集体，其南至上莱茵省，西南接孚日省和默尔特-摩泽尔省，西接摩泽尔省，北与德国接壤，东侧沿莱茵河与德国相望。
与纳茨维莱尔接壤的市镇（或旧市镇、城区）包括：巴朗巴克、格伦德尔布吕什、讷维莱尔拉罗什、罗托、维尔代尔斯巴克。
纳茨维莱尔的时区为UTC+01:00、UTC+02:00（夏令时）。

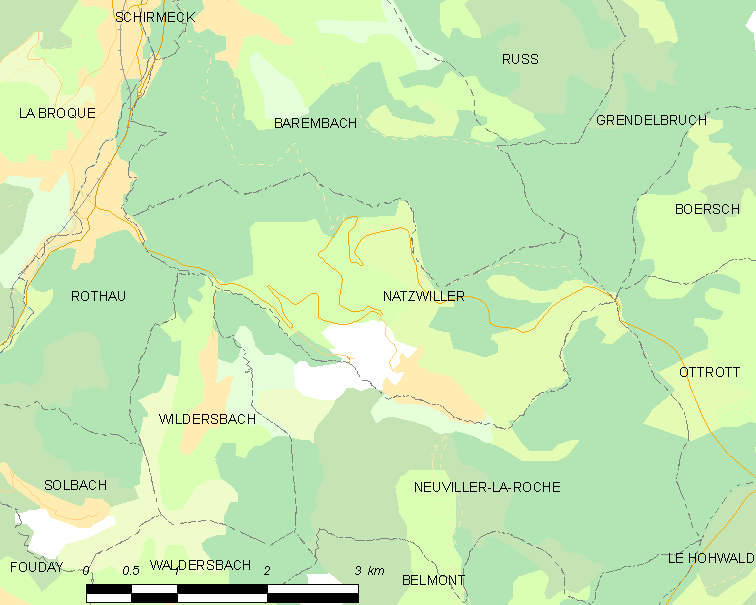
纳茨维莱尔的OSM定位图

## 行政
纳茨维莱尔的邮政编码为67130，INSEE市镇编码为67314。

## 政治
纳茨维莱尔所属的省级选区为米齐格县。

## 人口

1962-2008年间纳茨维莱尔人口变化图示

纳茨维莱尔于2022年1月1日时的人口数量为526人。